# 日本まん真ん中センター
日本まん真ん中センター（にほんまんまんなかセンター）は、岐阜県郡上市美並町に所在する公共施設である。

## 概要
1995年（平成7年）の国勢調査で、日本の人口重心が郡上市の前身にあたる美並村にあったことを記念して建設されたもので、総工費約22億円を投じ1997年（平成9年）4月にオープンした。
建物は日時計としてデザインされており、建設時の自治体名（美並村）にちなみ高さ37.3mで世界最大級である。館内には多目的ホールや図書館のほか、円空研究センターを併設しており、円空仏に関する展示や円空に関する情報を全国に発信している。また、敷地内にある薬草木園には貴重な薬草が100種類以上植えられており、薬草体験室（ハーバルカフェ）ではハーブティや野草茶など薬草茶を楽しむことができる。
日本の人口重心は東京への人口集中の影響で年々東南東方向へ移動しており、2000年（平成12年）の国勢調査では岐阜県武儀郡武儀町（現在の関市）の北西部（北緯35度36分42秒、東経136度58分56秒）に移動し、旧美並村・現郡上市から外れてしまっている。以降、人口重心は関市内を東南東方向へ移動し続けている。

## 施設
- 多目的ホール
- 郡上市図書館みなみ分室
- 生涯学習センター
- 体験コーナー
- 展示コーナー

## 所在地
- 岐阜県郡上市美並町白山430-4

## アクセス
- 長良川鉄道越美南線「美並苅安駅」より徒歩で約10分。
- 東海北陸自動車道「美並IC」より車で約2分。